# Fuerte de Lonquén
El Fuerte de Lonquén fue construido en 1602 por Gobernador Alonso de Ribera en la orilla sur del río Lonquén a nueve kilómetros del Río Itata, en el Reino de Chile.
Si bien este fuerte estaba al norte de la frontera establecida por la línea de fuertes en el Río Biobio, se estableció para proteger los campos de cereales y ganado de las estancias locales que se alimentan al ejército español de Ribera en la frontera. Años más tarde, un pueblo se estableció en este punto llamado Nombre de Jesús. En el siglo XIX había sólo un pequeño pueblo llamado Lonquén situado en el lugar a pocos kilómetros al noroeste de la ciudad de Trehuaco en la comuna del mismo nombre en la Provincia de Ñuble de la Región del Biobío de Chile.